# Якимович Сергій Валентинович
Сергій Валентинович Якимович (рос. Сергей Валентинович Якимович; 2 січня 1982, м. Ленінград, СРСР) — російський хокеїст, захисник.

## Ігрова кар'єра
Вихованець хокейної школи СКА (Санкт-Петербург). Виступав за СКА (Санкт-Петербург), Спартак (Санкт-Петербург), «Салават Юлаєв» (Уфа), «Торпедо» (Нижній Новгород), «Металург» (Новокузнецьк), «Хімік» (Воскресенськ), «Юність» (Мінськ), «Молот-Прикам'я» (Перм), «Німан» (Гродно), «Беркут» (Київ), «Арлан» (Кокшетау).

## Досягнення
- Чемпіон Білорусі (2009), срібний призер (2011)
- Володар Кубка Білорусі (2009).